# Richard Fraser

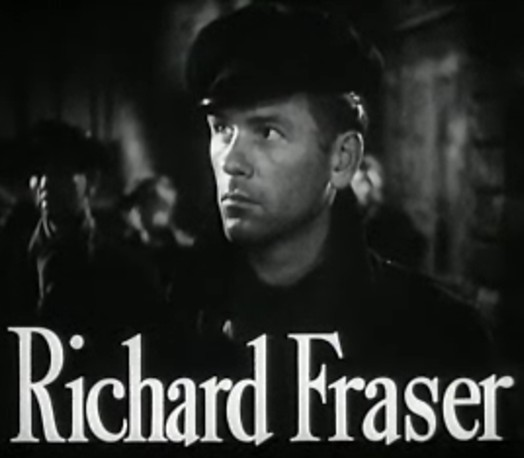
Richard Fraser.

Richard Fraser, född 15 mars 1913 i Edinburgh, Skottland, död 19 januari 1972 i London, England, var en skotsk skådespelare som under 1940-talet hade roller i några prominenta Hollywoodfilmer.
Fraser var utbildad vid Universitetet i Cambridge och studerade skådespeleri vid Royal Academy of Dramatic Art. Efter att ha arbetat som scenskådespelare i England kom han till Hollywood 1941 där han fick flera filmroller, ofta brittiska karaktärer. Sina främsta filminsatser gjorde han som gruvarbetare i Jag minns min gröna dal och som hämndlysten bror i Dorian Grays porträtt. På 1950-talet återvände han till England där han sadlade om till affärsman. 

## Filmografi, urval
- 1941 – En yankee flyger till London
- 1941 – Jag minns min gröna dal
- 1941 – Människojakt (ej krediterad)
- 1942 – I skuggan av katedralen
- 1943 – Frihetskämpar
- 1943 – Leve äktenskapet (ej krediterad)
- 1945 – Dorian Grays porträtt
- 1946 – Bedlam
- 1947 – Bel Amis kärleksaffärer
- 1948 – Reptilen
- 1948 – De förrymdas legion